# ویلهلم فن گلودن
ویلهلم فن گلودن (آلمانی: Wilhelm von Gloeden؛ ۱۶ سپتامبر ۱۸۵۶ – ۱۶ فوریهٔ ۱۹۳۱) یک عکاس اهل آلمان بود که عمدتاً در ایتالیا به کار مشغول بود.

## نگارخانه

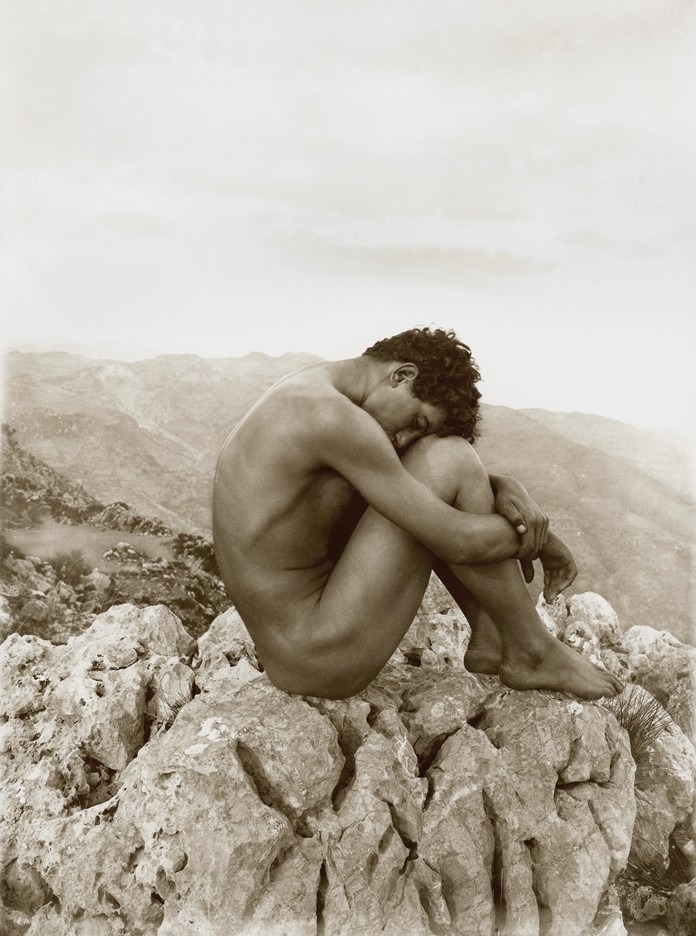
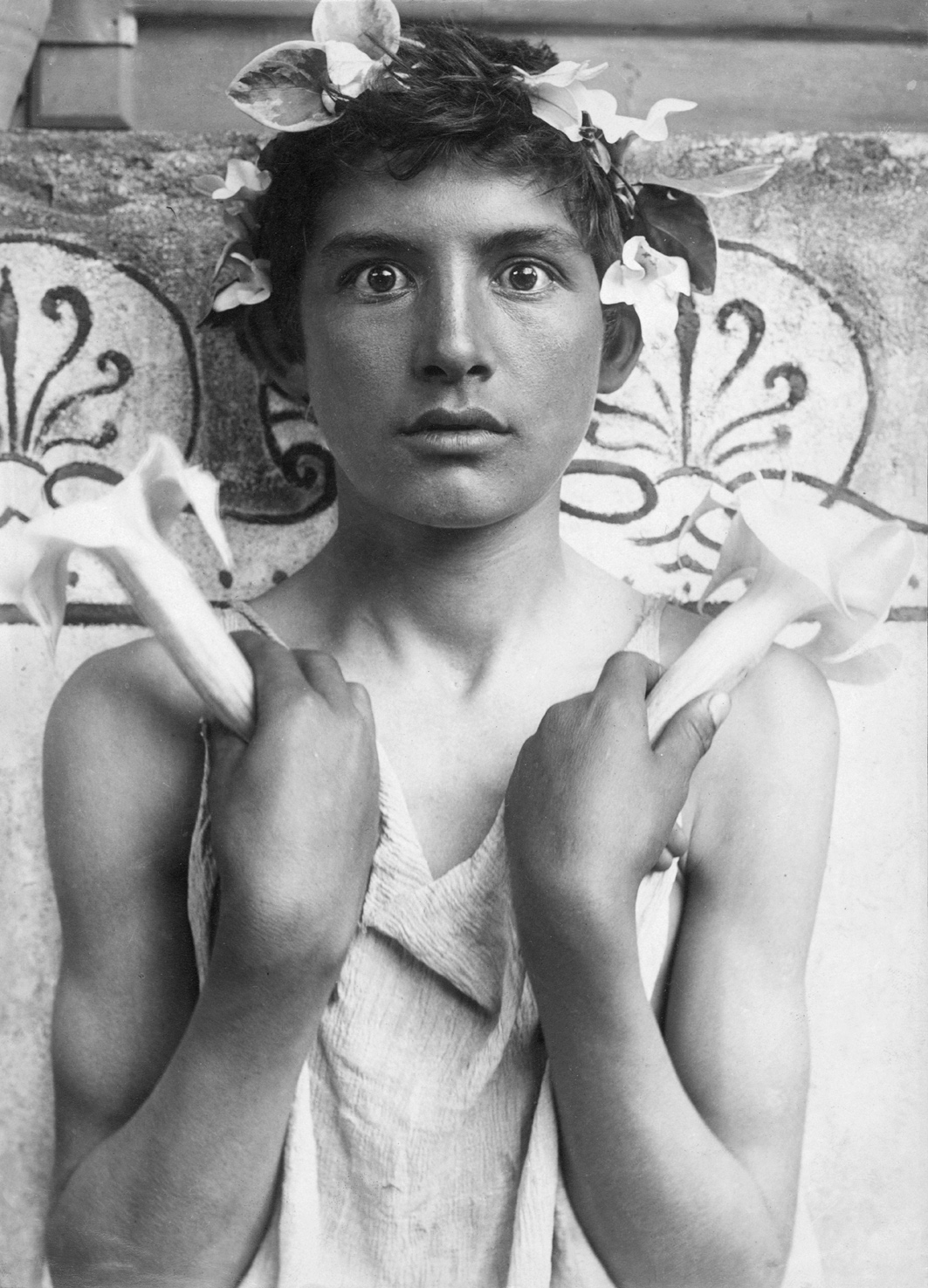
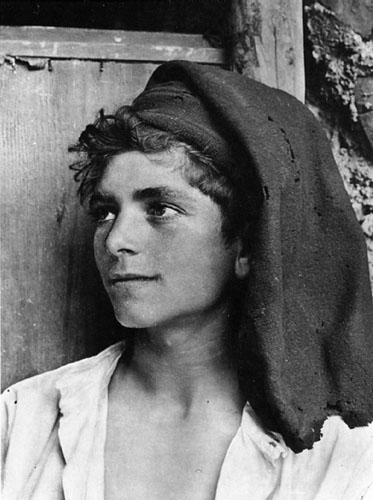
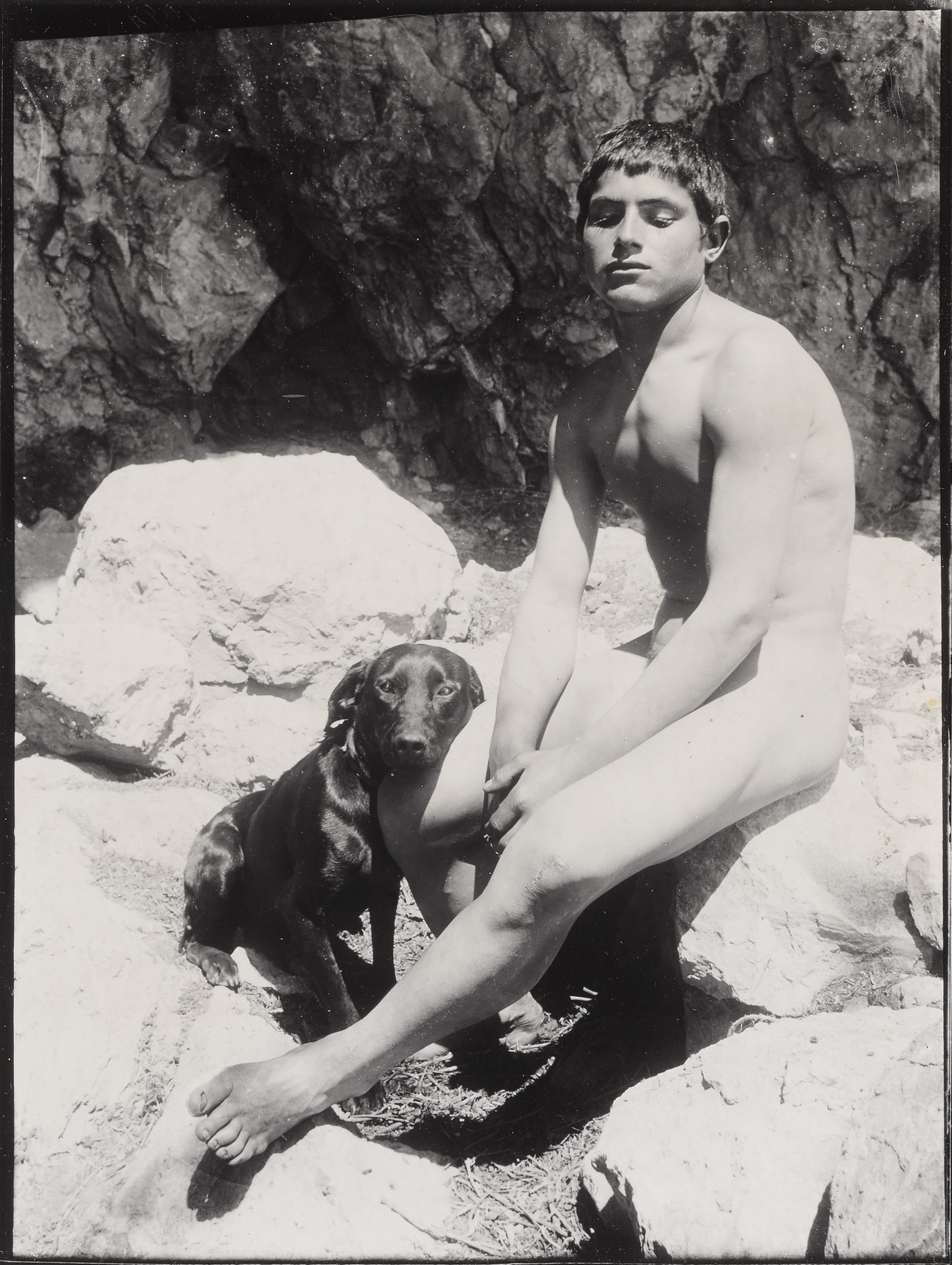
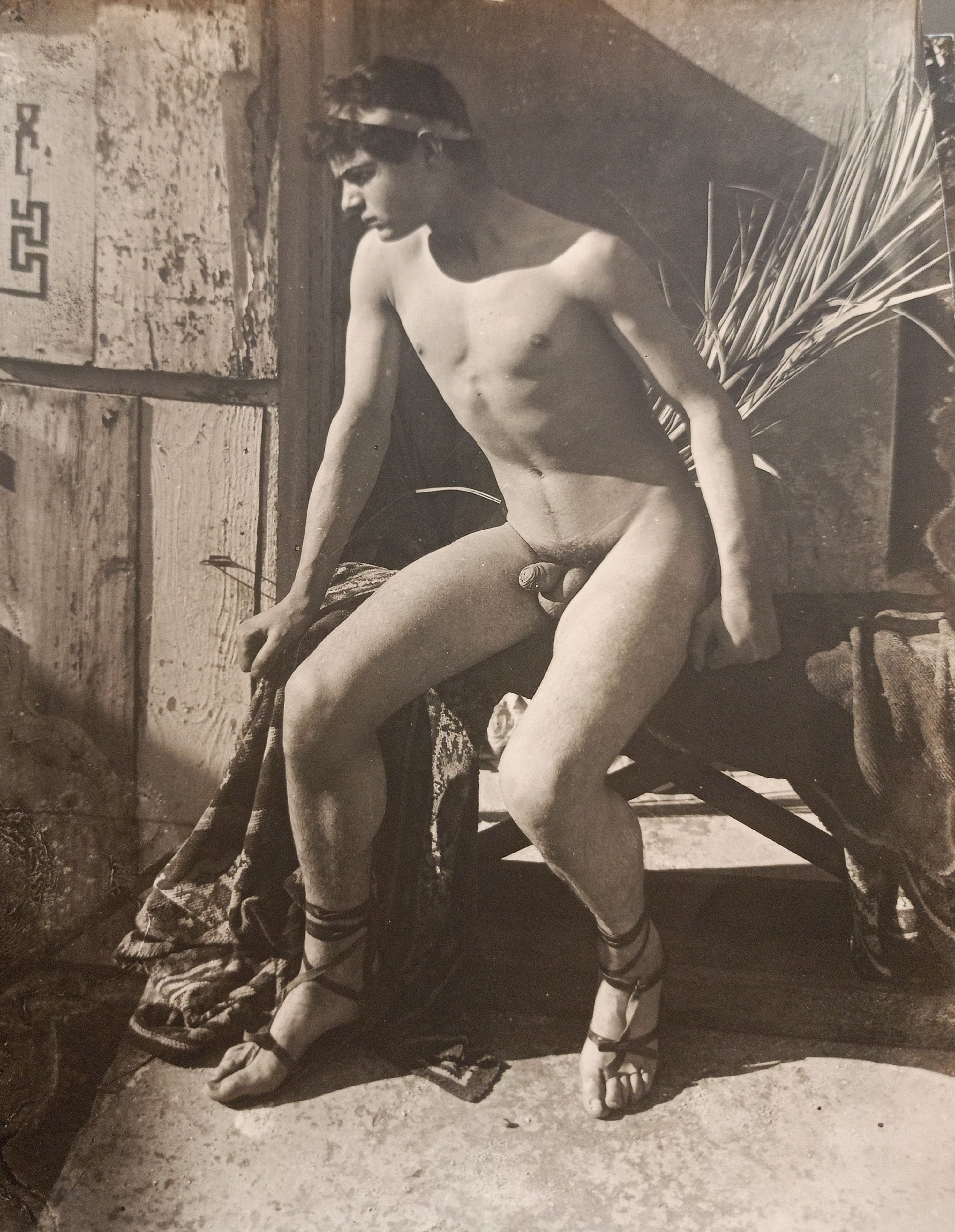
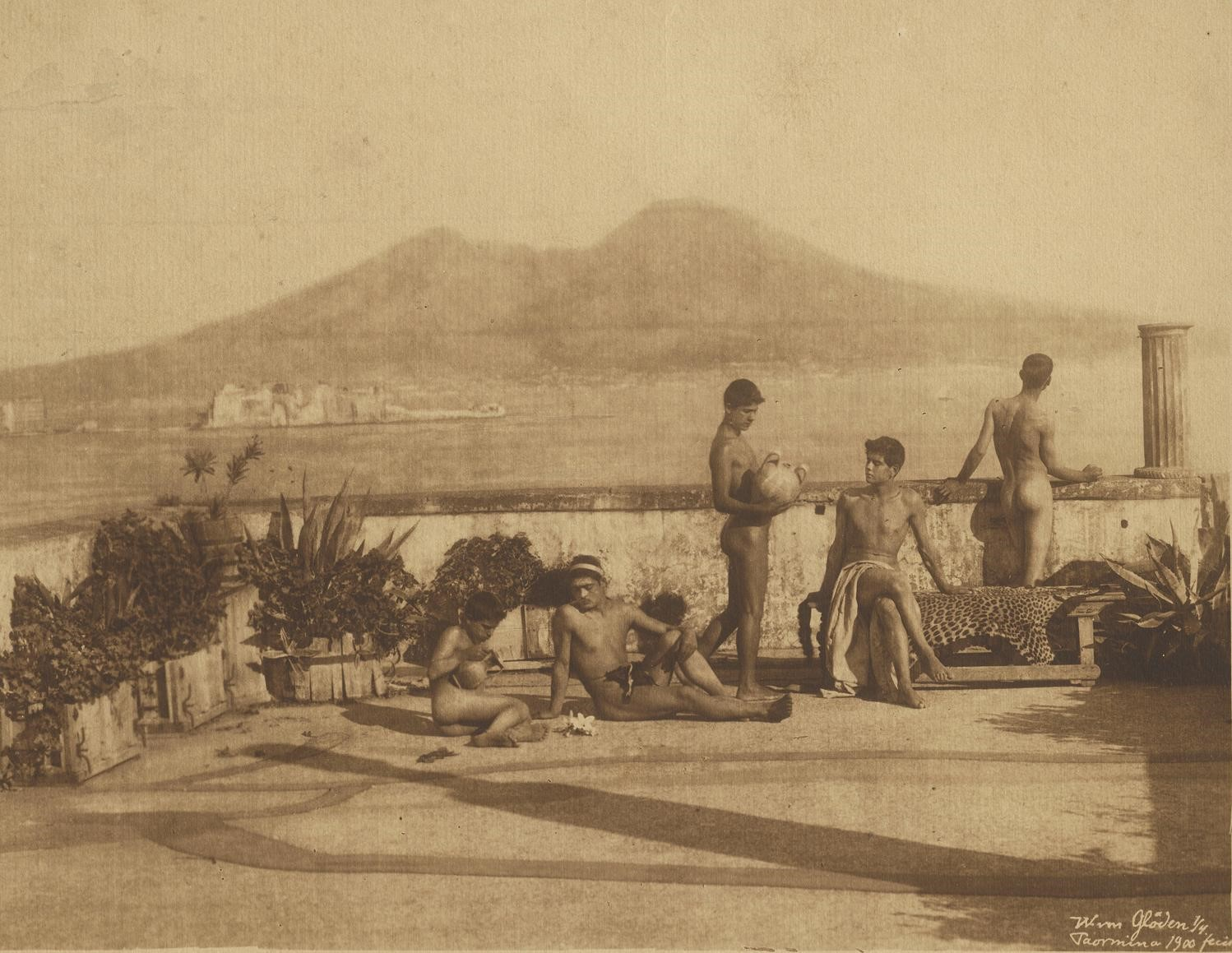
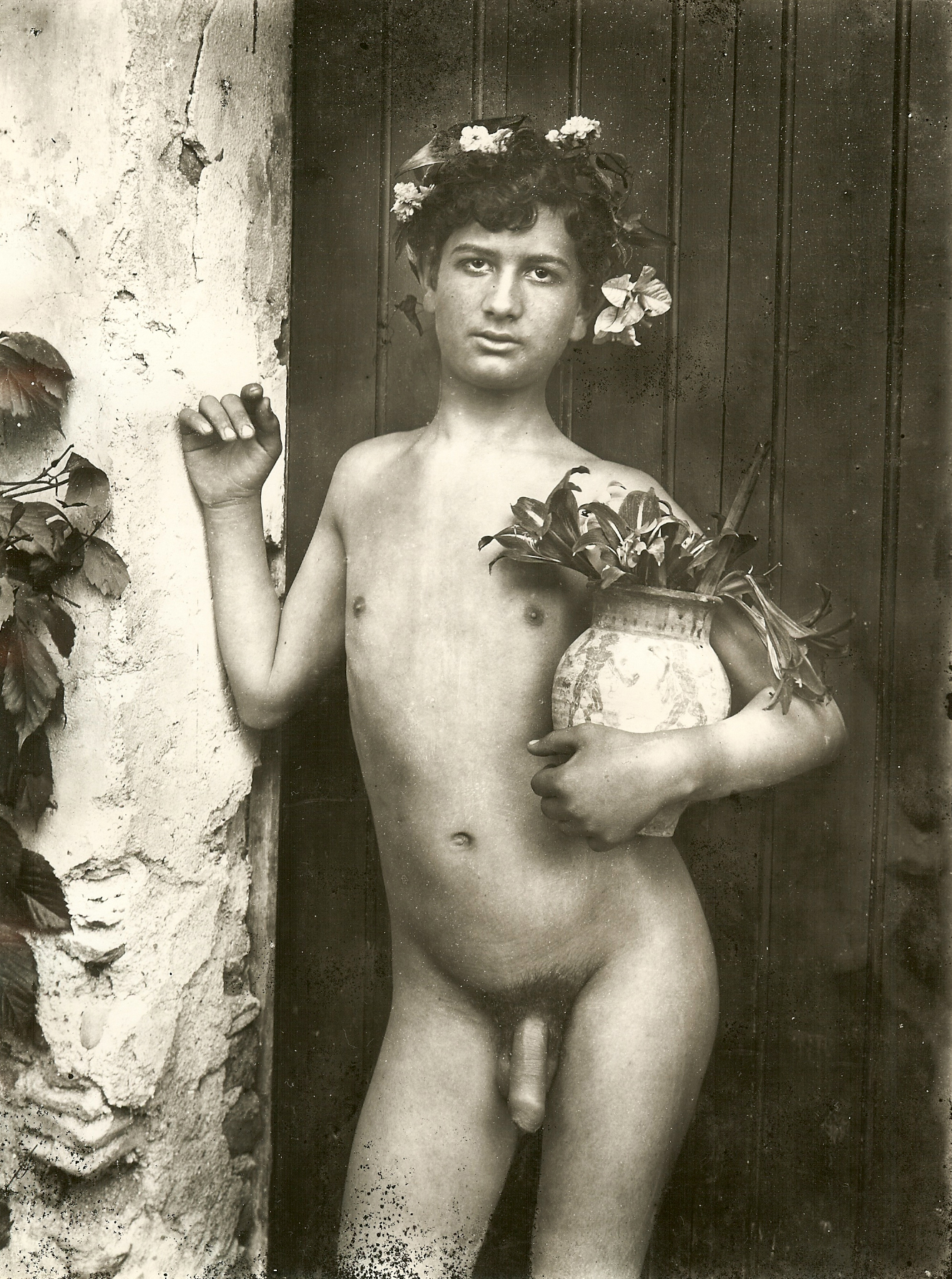
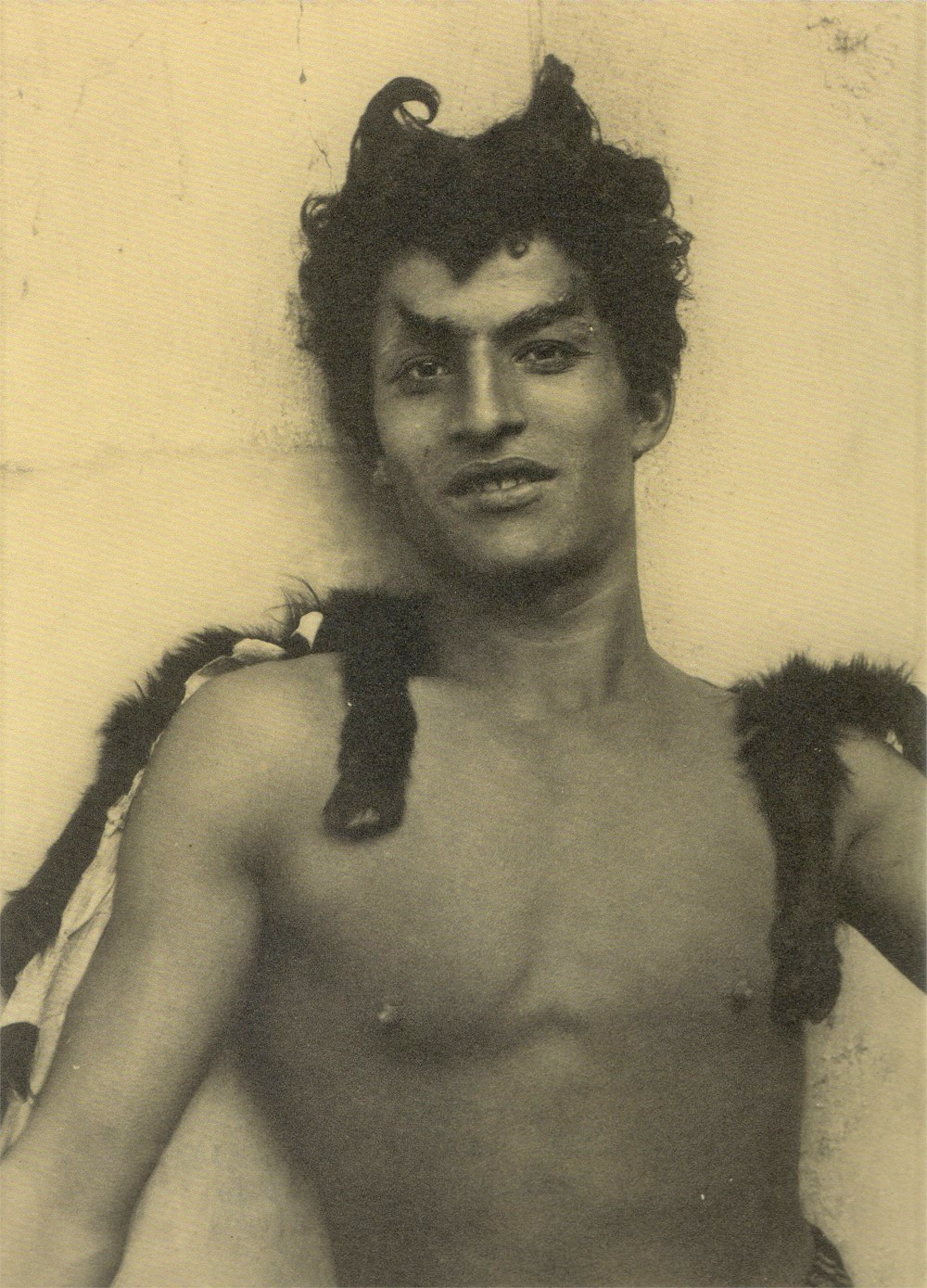
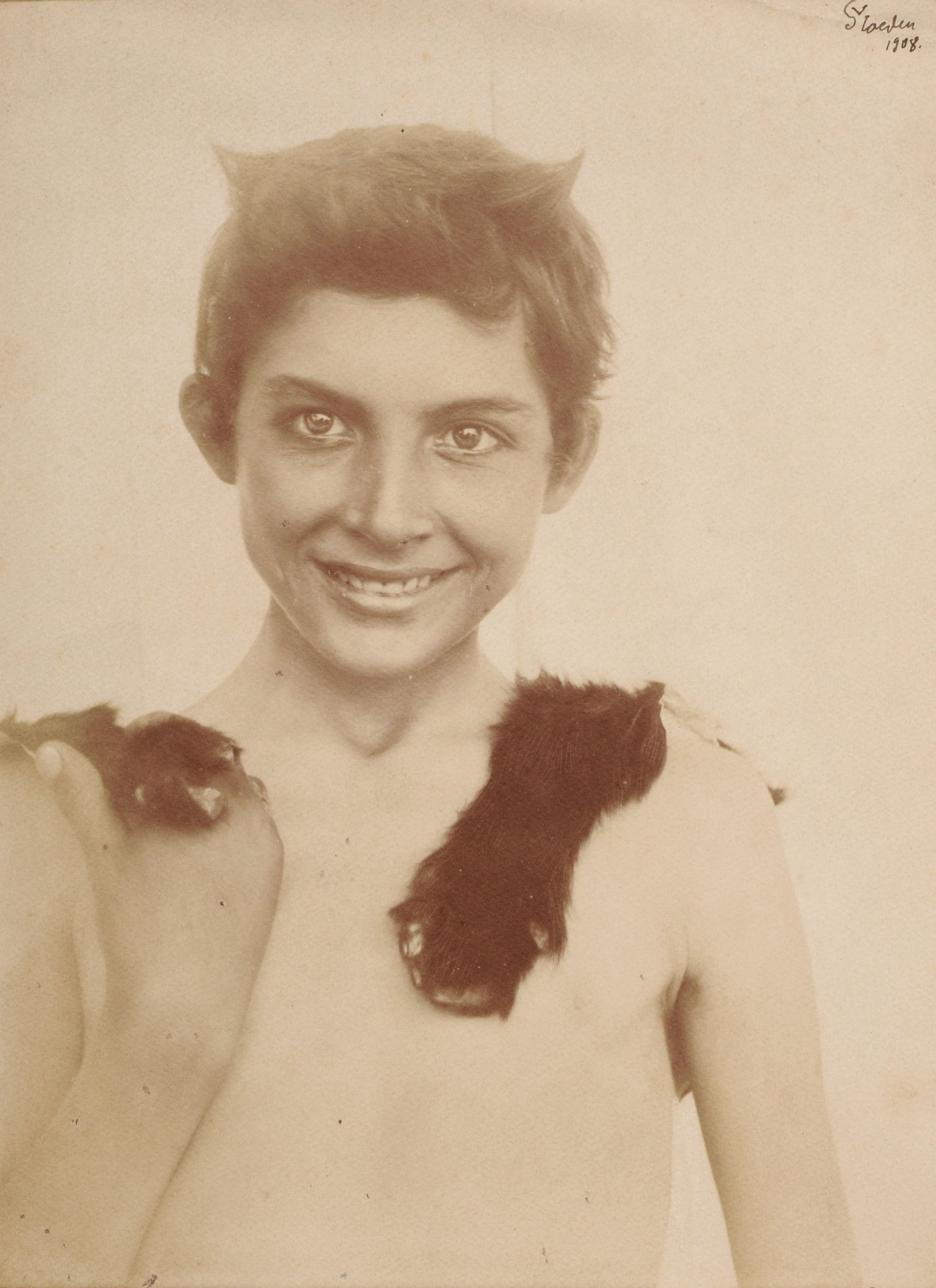